# Juno Beach (Floryda)
Juno Beach – miasto w Stanach Zjednoczonych, w stanie Floryda, w hrabstwie Palm Beach.